# Rebecca Sinclair
Rebecca Sinclair (* 11. September 1991 in Takapuna) ist eine ehemalige neuseeländische Snowboarderin. Sie startete in den Freestyledisziplinen.

## Werdegang
Sinclair nahm von 2006 bis 2014 Wettbewerben der Ticket to Ride World Snowboard Tour teil. Dabei holte sie im Slopestyle im August 2006 beim Billabong Pro Junior im Snow Park ihren ersten Sieg. Ihr erstes Weltcuprennen fuhr sie im September 2008 in Cardrona, welches sie auf dem 17. Platz auf der Halfpipe beendete. Im Januar 2009 erreichte sie bei der Revolution Tour in Copper Mountain den dritten Platz. Bei den Snowboard-Weltmeisterschaften 2009 belegte sie den 28. Rang auf der Halfpipe. Bei ihrer ersten Olympiateilnahme 2010 in Vancouver errang sie den 21. Platz auf der Halfpipe. Im August 2010 gewann sie bei den Snowboard-Juniorenweltmeisterschaften 2010 in Cardrona auf der Halfpipe die Silbermedaille. Bei den Snowboard-Weltmeisterschaften 2011 in La Molina belegte sie den 22. Platz im Slopestyle und den vierten Rang auf der Halfpipe. Im folgenden Jahr verpasste sie bei den Snowboard-Weltmeisterschaften 2012 in Oslo mit dem vierten Rang auf der Halfpipe nur knapp eine Medaille. Beim Weltcuprennen in Ruka im Dezember 2013 holte sie mit dem dritten Rang auf der Halfpipe ihre erste Podestplatzierung im Weltcup. Es folgte in der Saison ein vierter Platz beim Snowboard Jamboree und Weltcuprennen in Stoneham. Bei den Olympischen Winterspielen 2014 in Sotschi kam sie auf den 21. Platz auf der Halfpipe. Die Saison beendete sie auf dem vierten Platz im Freestyle-Weltcup und auf dem zweiten Rang im Halfpipe-Weltcup.